# ملعب سراوق
ملعب سراوق هو استاد متعدد الأغراض في كوتشينغ، ماليزيا. وهو يستخدم حالياً في معظم الأحيان في مباريات كرة القدم. الملعب له القدرة على استيعاب 40،000 من المتفرجين. وقد أنشئ في عام 1995 لبطولة العالم للشباب لكرة القدم 1997. الملعب محاط بالملعب القديم، وهو ملعب ولاية سراوق (ملعب نيغيري) الذي كان سابقا ينظم مسابقات وبطولات مختلفة. يعتبر الملعب ملعبًا بيتيًا لنادي سراوق الذي يلعب في الدوري الماليزي الممتاز.